# Goniocidaris corona
Goniocidaris corona är en sjöborreart som beskrevs av Baker 1968. Goniocidaris corona ingår i släktet Goniocidaris och familjen piggsvinssjöborrar. Inga underarter finns listade i Catalogue of Life.